# Persone di nome Marie
| Questa pagina contiene informazioni ricavate automaticamente dalle voci biografiche con l'ausilio del template Bio e di un bot. L'aggiornamento è periodico e automatico e ricostruisce completamente la pagina. Se manca una persona in questa lista, sei pregato di non aggiungerla, ma accertati piuttosto che la sua voce biografica contenga il template Bio e che i dati anagrafici siano correttamente compilati. Se il template Bio manca, inseriscilo tu stesso o, in alternativa, metti l'avviso {{tmp\|Bio}} che ne segnala la mancanza. Se i dati riportati sono sbagliati, correggi direttamente la voce biografica; le modifiche saranno visibili in questa lista entro pochi giorni. Per chiarimenti vedi il progetto antroponimi. La lista contiene solo le 355 persone che sono citate nell'enciclopedia e per le quali è stato implementato correttamente il template Bio. Pagina aggiornata al 6 ago 2025. |

Questa è una lista di persone presenti nell'enciclopedia che hanno il nome Marie, suddivise per attività principale.

## Ammiragli(2)
- Charles Aubert, ammiraglio francese (Châteauneuf-sur-Loire, n. 1848 - Parigi, † 1915)
- Henri de Rigny, ammiraglio francese (Toul, n. 1782 - Ris-Orangis, † 1835)

## Anarchiche(1)
- Marie Louise Berneri, anarchica e scrittrice italiana (Arezzo, n. 1918 - Londra, † 1949)

## Arcivescovi cattolici(1)
- Marie Dominique Auguste Sibour, arcivescovo cattolico francese (Saint-Paul-Trois-Châteaux, n. 1792 - Parigi, † 1857)

## Arrampicatrici(1)
- Marie Paradis, arrampicatrice francese (Chamonix, n. 1778 - † 1839)

## Artiste(1)
- Marie de Villepin, artista, attrice e modella francese (Washington, n. 1986)

## Assassine(1)
- Marie Manning, assassina svizzera (Ginevra, n. 1821 - Londra, † 1849)

## Assassine seriali(2)
- Delphine LaLaurie, serial killer statunitense (New Orleans, n. 1787 - Parigi, † 1849)
- Marie Noe, assassina seriale statunitense (Filadelfia, n. 1928 - Filadelfia, † 2016)

## Astronome(2)
- Marie Mahrová, astronoma cecoslovacca (n. 1947)
- Paris Pişmiş, astronoma armena (Ortaköy, n. 1911 - † 1999)

## Astronomi(1)
- Marie Charles Theodor De Damoiseau, astronomo francese (Besançon, n. 1768 - Issy-les-Moulineaux, † 1846)

## Attiviste(4)
- Marie Béquet de Vienne, attivista francese (Parigi, n. 1854 - Hermanville-sur-Mer, † 1913)
- Marie Goegg-Pouchoulin, attivista svizzera (Ginevra, n. 1826 - Ginevra, † 1899)
- May Picqueray, pacifista e sindacalista francese (Savenay, n. 1898 - Parigi, † 1983)
- Marie Toussaint, attivista, giurista e politica francese (Lilla, n. 1987)

## Attrici(32)
- Marie-Francoise Audollent, attrice francese (Clermont-Ferrand, n. 1943 - Lione, † 2008)
- Marie Ault, attrice britannica (Wigan, n. 1870 - Londra, † 1951)
- Marie Avgeropoulos, attrice canadese (Thunder Bay, n. 1986)
- Luise Bähr, attrice tedesca (Francoforte sul Meno, n. 1979)
- Louise Beaudet, attrice canadese (n. 1858 - New York, † 1947)
- Marie von Buelow, attrice austriaca (n. 1857 - Berlino, † 1941)
- Marie Magdalene Bull, attrice e fotografa norvegese (Bergen, n. 1827 - Bergen, † 1907)
- Marie Burke, attrice britannica (Londra, n. 1894 - Mentone, † 1988)
- Sacheen Littlefeather, attrice e attivista statunitense (Salinas, n. 1946 - Novato, † 2022)
- Marie Denarnaud, attrice francese (n. 1978)
- Marlene Dietrich, attrice e cantante tedesca (Schöneberg, n. 1901 - Parigi, † 1992)
- Marie Dompnier, attrice, cantante e regista francese (Tolosa, n. 1980)
- Marie Dressler, attrice canadese (Cobourg, n. 1868 - Santa Barbara, † 1934)
- Marie Dubois, attrice francese (Parigi, n. 1937 - Lescar, † 2014)
- Marie Déa, attrice francese (Nanterre, n. 1912 - Parigi, † 1992)
- Marie Eline, attrice statunitense (Milwaukee, n. 1902 - Longview, † 1981)
- Marie Gillain, attrice belga (Rocourt, n. 1975)
- Marie Glory, attrice francese (Mortagne-au-Perche, n. 1905 - Cannes, † 2009)
- Marie Guillard, attrice francese (Neuilly-sur-Seine, n. 1972)
- Mijou Kovacs, attrice austriaca (Vienna, n. 1957)
- Marie Mosquini, attrice statunitense (Los Angeles, n. 1899 - Los Angeles, † 1983)
- Marie Mounib, attrice egiziana (Damasco, n. 1915 - Cairo, † 1969)
- Marie Prevost, attrice canadese (Sarnia, n. 1896 - Hollywood, † 1937)
- Marie Richardson, attrice svedese (Ljusdal, n. 1959)
- Marie Rivière, attrice francese (Montreuil, n. 1956)
- Marie Robertson, attrice svedese (Sunne, n. 1977)
- Marie Doro, attrice statunitense (Duncannon, n. 1882 - New York, † 1956)
- Marie Tomášová, attrice ceca (Dobrovice, n. 1929 - Mělník, † 2025)
- Marie Trintignant, attrice francese (Boulogne-Billancourt, n. 1962 - Neuilly-sur-Seine, † 2003)
- Marie Verhulst, attrice belga (Brasschaat, n. 1995)
- Marie Wilson, attrice statunitense (Anaheim, n. 1916 - Hollywood, † 1972)
- Marie Windsor, attrice statunitense (Marysvale, n. 1919 - Beverly Hills, † 2000)

## Attrici pornografiche(4)
- Élodie Chérie, ex attrice pornografica francese (Saint-Étienne, n. 1966)
- Nina Hartley, attrice pornografica e regista statunitense (Berkeley, n. 1959)
- Marie Luv, ex attrice pornografica e regista statunitense (Hacienda Heights, n. 1981)
- Marie McCray, attrice pornografica statunitense (Indianapolis, n. 1985)

## Attrici teatrali(5)
- Marie Léonide Charvin, attrice teatrale francese (Sedan, n. 1832 - Mustapha, † 1891)
- Marie Champmeslé, attrice teatrale francese (Rouen, n. 1642 - Parigi, † 1698)
- Marie Dorval, attrice teatrale francese (Lorient, n. 1798 - Parigi, † 1849)
- Marie Mullen, attrice teatrale irlandese (n. 1953)
- Marie Prescott, attrice teatrale statunitense (Contea di Nicholas, n. 1850 - New York, † 1893)

## Aviatrici(2)
- Mariana Drăgescu, aviatrice romena (Craiova, n. 1912 - Bucarest, † 2013)
- Marie Marvingt, aviatrice e sportiva francese (Aurillac, n. 1875 - Laxou, † 1963)

## Avvocate(2)
- Liza Araneta Marcos, avvocata filippina (Manila, n. 1959)
- Marie Popelin, avvocata, insegnante e attivista belga (Schaerbeek, n. 1846 - Ixelles, † 1913)

## Biatlete(1)
- Marie Dorin, ex biatleta francese (Lione, n. 1986)

## Botanici(2)
- Georges Colomb, botanico e fumettista francese (Lure, n. 1856 - Nyons, † 1945)
- Marie Jules César Savigny, botanico e zoologo francese (Provins, n. 1777 - Gally, † 1851)

## Calciatrici(6)
- Marie Detruyer, calciatrice belga (n. 2004)
- Marie Hammarström, ex calciatrice svedese (Glanshammar, n. 1982)
- Marie Hourihan, ex calciatrice inglese (Harrow, n. 1987)
- Marie Dølvik Markussen, calciatrice norvegese (n. 1997)
- Marie Minnaert, calciatrice belga (n. 1999)
- Marie Moen Preus, calciatrice norvegese (Oslo, n. 2008)

## Canoiste(2)
- Marie Delattre, canoista francese (Arras, n. 1981)
- Mieke Jaapies, ex canoista olandese (Wormerveer, n. 1943)

## Cantanti(19)
- Marie Bergman, cantante svedese (Stoccolma, n. 1950)
- Marie Cahill, cantante e attrice statunitense (Brooklyn, n. 1870 - New York, † 1933)
- Marie Claire D'Ubaldo, cantante argentina (Rosario, n. 1961)
- Marie Dubas, cantante francese (Parigi, n. 1894 - Parigi, † 1972)
- Marie Frank, cantante danese (Viborg, n. 1973)
- Patience Dabany, cantante e musicista gabonese (Brazzaville, n. 1944)
- Marie Key, cantante danese (Copenaghen, n. 1979)
- Marie Carmen Koppel, cantante danese (Copenaghen, n. 1971)
- Marie Laforêt, cantante e attrice francese (Soulac-sur-Mer, n. 1939 - Genolier, † 2019)
- Marie Lloyd, cantante e attrice teatrale inglese (n. 1870 - † 1922)
- Marie Logoreci, cantante e attrice albanese (Scutari, n. 1920 - Tirana, † 1988)
- Lulu, cantante e attrice britannica (Lennoxtown, n. 1948)
- Marie Myriam, cantante francese (Lualuabourg, n. 1957)
- Marie Reim, cantante tedesca (Colonia, n. 2000)
- Marie Rottrová, cantante, pianista e compositrice ceca (Ostrava–Hrušov, n. 1941)
- Kalomira, cantante greca (West Hempstead, n. 1985)
- Marie Serneholt, cantante svedese (Stoccolma, n. 1983)
- Dionne Warwick, cantante, attrice e conduttrice televisiva statunitense (East Orange, n. 1940)
- Marie Wegener, cantante e personaggio televisivo tedesca (Duisburg, n. 2001)

## Cantautrici(1)
- Girl in Red, cantautrice norvegese (Horten, n. 1999)

## Cestiste(10)
- Marie Rose Chambenoit, cestista francese (Joué-lès-Tours, n. 1929 - Tours, † 2019)
- Marie Ferdinand, ex cestista statunitense (Miami, n. 1978)
- Marie Gülich, cestista tedesca (Altenkirchen, n. 1994)
- Marie Kumlin, ex cestista svedese (Uppsala, n. 1959)
- Marie Amélie Lopez, ex cestista senegalese (n. 1953)
- Marie Mané, cestista francese (La Rochelle, n. 1995)
- Chelsea Newton, ex cestista e allenatrice di pallacanestro statunitense (Monroe, n. 1983)
- Mari Plácido, ex cestista portoricana (Ponce, n. 1987)
- Marie Růžičková, cestista slovacca (Trenčín, n. 1986)
- Marie Soukupová, ex cestista cecoslovacca (n. 1943)

## Chimiche(1)
- Marie Meurdrac, chimica francese (Mandres-les-Roses - † 1680)

## Chirurghi(1)
- Marie François Xavier Bichat, chirurgo e fisiologo francese (Thoirette, n. 1771 - Parigi, † 1802)

## Cicliste su strada(1)
- Marie Schreiber, ciclista su strada e ciclocrossista lussemburghese (Préizerdaul, n. 2003)

## Compositrici(2)
- Marie Cécile Galos, compositrice francese (Parigi, n. 1821 - Bordeaux, † 1903)
- Dora Pejačević, compositrice croata (Budapest, n. 1885 - Monaco di Baviera, † 1923)

## Coreografe(1)
- Marie Chouinard, coreografa e ballerina canadese (n. 1955)

## Criminali(2)
- Marie Bosse, criminale francese (Parigi, † 1679)
- Marie Vigoreaux, criminale francese (Parigi, † 1679)

## Cuochi(1)
- Marie-Antoine Carême, cuoco e scrittore francese (Parigi, n. 1784 - Parigi, † 1833)

## Danzatrici(5)
- Marie Camargo, danzatrice francese (Bruxelles, n. 1710 - Parigi, † 1770)
- Yvonne Chouteau, ballerina statunitense (Fort Worth, n. 1929 - Oklahoma City, † 2016)
- Justine Favart, ballerina, cantante lirica e drammaturga francese (Avignone, n. 1727 - Parigi, † 1772)
- Marie Rambert, ballerina polacca (Varsavia, n. 1888 - Londra, † 1982)
- Marie Sallé, danzatrice e coreografa francese (Parigi, † 1756)

## Designer(1)
- Marie Angliviel de la Beaumelle, designer italiana (Neuilly-sur-Seine, n. 1963 - † 2013)

## Diplomatiche(1)
- Marie Yovanovitch, diplomatica statunitense (Montréal, n. 1958)

## Diplomatici(1)
- Joseph di Riquet de Caraman-Chimay, diplomatico e politico belga (Château de Menars, n. 1836 - Bruxelles, † 1892)

## Disegnatrici(2)
- Marie Duval, disegnatrice britannica (Marylebone, n. 1847 - Wandsworth, † 1890)
- Marie Severin, disegnatrice statunitense (East Rockaway, n. 1929 - Massapequa, † 2018)

## Divulgatrici scientifiche(1)
- Marie Boivin, divulgatrice scientifica e scrittrice francese (Versailles, n. 1773 - Parigi, † 1841)

## Economisti(1)
- Léon Walras, economista francese (Évreux, n. 1834 - Le Châtelard, † 1910)

## Esoteriste(1)
- Marie Steiner, esoterista e teosofa tedesca (Włocławek, n. 1867 - Beatenberg, † 1948)

## Filantrope(1)
- Anne de Rochechouart de Mortemart, filantropa, artista e nobile francese (Parigi, n. 1847 - Dampierre-en-Yvelines, † 1933)

## Filologi(1)
- Paul Meyer, filologo francese (Parigi, n. 1840 - Parigi, † 1917)

## Fotografe(2)
- Marie Hoeg, fotografa norvegese (Langesund, n. 1866 - Oslo, † 1949)
- Marie Kinnberg, fotografa svedese (Falköping, n. 1806 - Göteborg, † 1858)

## Generali(7)
- Robert Altmayer, generale francese (Bordeaux, n. 1875 - Parigi, † 1959)
- Marie Joseph Eugène Bridoux, generale francese (Oisemont, n. 1856 - Pœuilly, † 1914)
- Marie Émile Fayolle, generale francese (Le Puy-en-Velay, n. 1852 - Parigi, † 1928)
- Adolphe Guillaumat, generale francese (Bourgneuf, n. 1863 - Nantes, † 1940)
- Marie Victor Nicolas de Fay, marchese de La Tour-Maubourg, generale francese (La Motte-de-Galaure, n. 1768 - Dammarie-les-Lys, † 1850)
- Marie Auguste Roland Le Vassor de Sorval, generale francese (Le Moule, n. 1808 - Parigi, † 1885)
- Antoine de Mitry, generale francese (Leménil-Mitry, n. 1857 - Auvergne, † 1924)

## Geologhe(1)
- Marie Tharp, geologa e oceanografa statunitense (Ypsilanti, n. 1920 - Nyack, † 2006)

## Ginnaste(2)
- Marie Kovářová, ginnasta cecoslovacca (Luleč, n. 1927 - Praga, † 2023)
- Marie Větrovská, ginnasta cecoslovacca (n. 1912 - † 1987)

## Giocatori di croquet(1)
- Jacques Sautereau, giocatore di croquet francese (Louveciennes, n. 1860 - Saint-Mandé, † 1936)

## Giocatrici di croquet(1)
- Marie Ohier, giocatrice di croquet francese (Parigi, n. 1853 - Parigi, † 1941)

## Giornaliste(5)
- Marie Colvin, giornalista statunitense (Oyster Bay, n. 1956 - Homs, † 2012)
- Louise Mack, giornalista e scrittrice australiana (Hobart, n. 1870 - Mosman, † 1935)
- Marie Louville, giornalista francese
- Marie Drucker, giornalista, conduttrice radiofonica e conduttrice televisiva francese (Parigi, n. 1974)
- Grace Mirabella, giornalista statunitense (Newark, n. 1929 - New York, † 2021)

## Giornalisti(1)
- René de Marmande, giornalista e anarchico francese (Vannes, n. 1875 - Eure-et-Loir, † 1949)

## Golfiste(1)
- Marie Brun, golfista francese (Torino, n. 1858 - Parigi, † 1935)

## Illusioniste(1)
- Sacred Riana, illusionista indonesiana (Giacarta, n. 1992)

## Infermiere(1)
- Marie Depage, infermiera belga (Ixelles, n. 1872 - Oceano Atlantico, † 1915)

## Insegnanti(1)
- Marie Bonnevial, insegnante e attivista francese (Rive-de-Gier, n. 1841 - Parigi, † 1918)

## Inventrici(2)
- Marie Harel, inventrice francese (Crouttes, n. 1761 - Vimoutiers, † 1844)
- Marie Van Brittan Brown, inventrice statunitense (New York, n. 1922 - New York, † 1999)

## Latinisti(1)
- Gaston Boissier, latinista e storico francese (Nîmes, n. 1823 - Viroflay, † 1908)

## Letterate(3)
- Marie Anne Doublet, letterata francese (Parigi, n. 1677 - Parigi, † 1771)
- Marie Louise Mignot, letterata e musicista francese (Parigi, n. 1712 - Parigi, † 1790)
- Sophie von La Roche, letterata e romanziera tedesca (Kaufbeuren, n. 1730 - Offenbach am Main, † 1807)

## Linguiste(1)
- Marie Smith Jones, linguista statunitense (Cordova, n. 1918 - Anchorage, † 2008)

## Marciatrici(1)
- Marie Polli, marciatrice svizzera (Sorengo, n. 1980)

## Mecenati(1)
- Marie von Schleinitz, mecenate tedesca (Roma, n. 1842 - Berlino, † 1912)

## Mezzofondiste(1)
- Éliane Saholinirina, ex mezzofondista e siepista malgascia (Betsihaka, n. 1982)

## Mezzosoprani(2)
- Marie Brema, mezzosoprano britannica (Liverpool, n. 1856 - Manchester, † 1925)
- Marie Renard, mezzosoprano e soprano austriaco (Graz, n. 1864 - Graz, † 1939)

## Militari(8)
- Martian Bernardy de Sigoyer, militare francese (Valence, n. 1824 - Parigi, † 1871)
- Marie Ljalková, militare ceca (Horodenka, n. 1920 - Brno, † 2011)
- Deanie Parrish, militare e aviatrice statunitense (Avon Park, n. 1922 - Waco, † 2022)
- Eleonore Prochaska, militare prussiana (Potsdam, n. 1785 - Dannenberg, † 1813)
- Marie François Rouyer, militare francese (Vouxey, n. 1765 - † 1824)
- Ferdinand Walsin Esterhazy, militare francese (Parigi, n. 1847 - St Albans, † 1923)
- Marie Louis Henry de Granet-Lacroix de Chabrières, militare francese (Bollène, n. 1807 - Magenta, † 1859)
- Camille de La Forgue de Bellegarde, militare e cavaliere francese (Gap, n. 1841 - Cellettes, † 1905)

## Modelle(2)
- Marie Anne Erize, modella e attivista argentina (Espartillar, n. 1952 - Buenos Aires, † 1976)
- Marie Yanaka, modella giapponese (Tokyo, n. 1990)

## Nobildonne(12)
- Alice Heine, nobildonna (New Orleans, n. 1858 - Parigi, † 1925)
- Marie Charlotte de La Tour d'Auvergne, nobildonna francese (Parigi, n. 1729 - Lunéville, † 1763)
- Marie Charlotte de La Trémoille, nobildonna francese (Thouars, n. 1632 - Jena, † 1682)
- Marie-Madeleine d'Aiguillon, nobildonna francese (Glénay, n. 1604 - Parigi, † 1675)
- Marie Brûlart, nobildonna francese (n. 1684 - Versailles, † 1763)
- Marie de Castellane, nobildonna francese (Parigi, n. 1840 - Otyń, † 1915)
- Marie Anne de La Trémoille, nobildonna francese (Parigi, n. 1642 - Roma, † 1722)
- Marie Louise de La Tour d'Auvergne, nobildonna francese (Parigi, n. 1725 - Parigi, † 1793)
- Marie Armande de La Trémoille, nobildonna francese (n. 1677 - Parigi, † 1717)
- Marie de Rohan-Montbazon, nobildonna francese (Parigi, n. 1600 - Gagny, † 1679)
- Angélique de Fontanges, nobildonna francese (n. 1661 - Port-Royal des Champs, † 1681)
- Maria Vetsera, nobildonna austriaca (Vienna, n. 1871 - Mayerling, † 1889)

## Nobili(13)
- Alexandrine de Bleschamp, nobile francese (Calais, n. 1778 - Senigallia, † 1855)
- Marie Bonaparte, nobile, psicoanalista e scrittrice francese (Saint-Cloud, n. 1882 - Gassin, † 1962)
- Marie Collings, nobile britannica (Guernsey, n. 1791 - Guernsey, † 1853)
- Patrice de Mac-Mahon, nobile, generale e politico francese (Sully, n. 1808 - Montcresson, † 1893)
- Marie Armand Patrice de Mac-Mahon, nobile e generale francese (Outreau, n. 1855 - Parigi, † 1927)
- Marie de Coucy, nobile (Coucy-le-Château-Auffrique, n. 1366 - † 1405)
- Marie Thérèse Sophie Richard de Ruffey, nobile francese (Pontarlier, n. 1754 - Gien, † 1789)
- Marie d'Harcourt, nobile francese (n. 1420 - † 1464)
- Marie Françoise Catherine de Beauvau, nobile francese (n. 1711 - † 1786)
- Marie Sophie de Courcillon, nobile francese (n. 1713 - Parigi, † 1756)
- Adrienne de La Fayette, nobile francese (Parigi, n. 1759 - Parigi, † 1807)
- Marie Louise de Rohan, nobile francese (Parigi, n. 1720 - Ratisbona, † 1803)
- Marie Isabelle de Rohan, nobile francese (Parigi, n. 1699 - Reggia di Versailles, † 1754)

## Nuotatori(1)
- Marco Diener, nuotatore e pallanuotista francese (Colmar, n. 1913 - Le Passage, † 1965)

## Nuotatrici(3)
- Marie Bedford, nuotatrice sudafricana (Sudafrica, n. 1907 - Durban, † 1997)
- Marie Corridon, nuotatrice statunitense (Washington, n. 1930 - Norwalk, † 2010)
- Marie Wattel, nuotatrice francese (Lilla, n. 1997)

## Paleontologhe(1)
- Marie Stopes, paleontologa e saggista britannica (Edimburgo, n. 1880 - Dorking, † 1958)

## Pallavoliste(2)
- Marie Schölzel, pallavolista tedesca (Berlino, n. 1997)
- Marie Wada, ex pallavolista giapponese (Kōbe, n. 1987)

## Pianiste(2)
- Marie Jaëll, pianista, compositrice e pedagoga francese (Steinseltz, n. 1846 - Parigi, † 1925)
- Marie Novello, pianista gallese (Maesteg, n. 1884 - Londra, † 1928)

## Pistard(1)
- Marie Le Net, pistard e ciclista su strada francese (Pontivy, n. 2000)

## Pittrici(11)
- Marie Bilders-van Bosse, pittrice olandese (n. 1837 - Wiesbaden, † 1900)
- Marie Blancour, pittrice francese
- Marie Bracquemond, pittrice francese (Landunvez, n. 1840 - Parigi, † 1916)
- Françoise Gilot, pittrice francese (Neuilly-sur-Seine, n. 1921 - New York, † 2023)
- Marie Madeleine Gérard, pittrice belga (Arlon, n. 1901 - Mantes-la-Jolie, † 1983)
- Marie Jeanette de Lange, pittrice e avvocata olandese (Batavia, n. 1865 - Wapenveld, † 1923)
- Marie Laurencin, pittrice, artista e illustratrice francese (Parigi, n. 1883 - Parigi, † 1956)
- Marie Tannæs, pittrice norvegese (Oslo, n. 1854 - Copenaghen, † 1939)
- Toyen, pittrice e illustratrice ceca (Praga, n. 1902 - Parigi, † 1980)
- Marie Krøyer, pittrice e progettista danese (Frederiksberg, n. 1867 - Stoccolma, † 1940)
- Marie Vassilieff, pittrice e scultrice russa (Smolensk, n. 1884 - Nogent-sur-Marne, † 1957)

## Poetesse(3)
- Marie Howe, poetessa statunitense (Rochester, n. 1950)
- Marie Noël, poetessa francese (Auxerre, n. 1883 - Auxerre, † 1967)
- Marie Under, poetessa estone (Tallinn, n. 1883 - Stoccolma, † 1980)

## Politiche(7)
- Lindy Boggs, politica e diplomatica statunitense (New Roads, n. 1916 - Chevy Chase, † 2013)
- Marie Louise Coleiro Preca, politica maltese (Qormi, n. 1958)
- Marie Dauchy, politica francese (Calais, n. 1987)
- Malu Dreyer, politica tedesca (Neustadt an der Weinstraße, n. 1961)
- Marie Janson, politica belga (Bruxelles, n. 1873 - Uccle, † 1960)
- Marie Lebec, politica francese (Vernon, n. 1990)
- Marie Newman, politica statunitense (Chicago, n. 1964)

## Politici(6)
- Marie François Sadi Carnot, politico francese (Limoges, n. 1837 - Lione, † 1894)
- Marie Roch Louis Reybaud, politico francese (Marsiglia, n. 1799 - Parigi, † 1879)
- Guy Rozemont, politico e sindacalista mauriziano (Port Louis, n. 1915 - Quatre Bornes, † 1956)
- Adolphe Thiers, politico, storico e avvocato francese (Marsiglia, n. 1797 - Saint-Germain-en-Laye, † 1877)
- Marie Edmond Valentin, politico e militare francese (Strasburgo, n. 1823 - Parigi, † 1879)
- Eugène-Melchior de Vogüé, politico, critico letterario e slavista francese (Nizza, n. 1848 - Parigi, † 1910)

## Principesse(4)
- Marie Cavallier, principessa francese (Parigi, n. 1976)
- Maria Carolina Gibert de Lametz, principessa francese (Parigi, n. 1793 - Monaco, † 1879)
- Marie Kinsky von Wchinitz und Tettau, principessa tedesca (Praga, n. 1940 - Grabs, † 2021)
- Maria Eleonora di Brandeburgo, principessa tedesca (Cölln, n. 1607 - Bad Kreuznach, † 1675)

## Psichiatre(1)
- Madeleine Pelletier, psichiatra e anarchica francese (Parigi, n. 1874 - Épinay-sur-Orge, † 1939)

## Registe(4)
- Marie Amachoukeli, regista e sceneggiatrice francese (Parigi, n. 1979)
- Marie Epstein, regista, sceneggiatrice e attrice francese (Varsavia, n. 1899 - Parigi, † 1995)
- Marie Menken, regista e pittrice statunitense (New York, n. 1909 - New York, † 1970)
- Marie-Pascale Osterrieth, regista, produttrice cinematografica e sceneggiatrice francese (Basoko, n. 1956)

## Religiose(5)
- Marie Louise De Meester, religiosa belga (Roeselare, n. 1857 - Lovanio, † 1928)
- Marie Keyrouz, religiosa e cantante libanese (Deir-El-Ahmar, n. 1963)
- Marie Laveau, religiosa statunitense (New Orleans - New Orleans, † 1881)
- Marie Poussepin, religiosa francese (Dourdan, n. 1653 - Sainville, † 1744)
- Marie Rivier, religiosa francese (Montpezat-sous-Bauzon, n. 1768 - Bourg-Saint-Andéol, † 1838)

## Rivoluzionari(1)
- Joseph Chalier, rivoluzionario francese (Beaulard, n. 1747 - Lione, † 1793)

## Rugbisti a 15(1)
- Victor Lardanchet, rugbista a 15 francese (Desnes, n. 1863 - Nizza, † 1936)

## Scacchiste(1)
- Marie Sebag, scacchista francese (Parigi, n. 1986)

## Schermidori(3)
- André Corvington, schermidore haitiano (Les Cayes, n. 1877 - Reims, † 1918)
- Richard Wallace, schermidore francese (Parigi, n. 1872 - † 1941)
- Joseph de Caraman Chimay, schermidore francese (Parigi, n. 1858 - Chimay, † 1937)

## Schermitrici(2)
- Marie Hauterville, ex schermitrice francese (Pointe-à-Pitre, n. 1968)
- Marie Šedivá, schermitrice cecoslovacca (n. 1908 - Praga, † 1975)

## Sciatrici alpine(6)
- Marie Aufranc, ex sciatrice alpina francese (n. 1984)
- Marie Bochet, sciatrice alpina francese (Beaufort, n. 1994)
- Édith Bonlieu, sciatrice alpina francese (Paron, n. 1934 - Saint-Pierre-de-Chérennes, † 1995)
- Marie Lamure, sciatrice alpina francese (Chambéry, n. 2001)
- Marie Marchand-Arvier, ex sciatrice alpina francese (Laxou, n. 1985)
- Marie Massios, ex sciatrice alpina francese (n. 1992)

## Scrittori(2)
- Marie Jacobus Johannes Exler, scrittore e attivista olandese (Schiedam, n. 1882 - Naarden, † 1939)
- Eugène Guinot, scrittore, drammaturgo e opinionista francese (Marsiglia - Saint-Germain-en-Laye, † 1861)

## Scrittrici(33)
- Marie d'Agoult, scrittrice francese (Francoforte sul Meno, n. 1805 - Parigi, † 1876)
- Taos Amrouche, scrittrice e cantante berbera (Tunisi, n. 1913 - Saint-Michel-l'Observatoire, † 1976)
- Marie Belloc Lowndes, scrittrice britannica (Londra, n. 1868 - Hampshire, † 1947)
- Marie Brenner, scrittrice e giornalista statunitense (San Antonio, n. 1949)
- Marie Corelli, scrittrice e poetessa inglese (Londra, n. 1855 - † 1924)
- Rie Cramer, scrittrice e illustratrice olandese (Sukabumi, n. 1887 - Laren, † 1977)
- Marie Darrieussecq, scrittrice francese (Bayonne, n. 1969)
- Maria Deraismes, scrittrice e giornalista francese (Parigi, n. 1828 - Parigi, † 1894)
- Marie Fox, scrittrice britannica |PostNazionalità = di nascita francese (Parigi, n. 1850 - Stiria, † 1878)
- Marie de Maupeou, scrittrice e filantropa francese (n. 1590 - † 1681)
- Marie Gevers, scrittrice belga (Edegem, n. 1883 - Edegem, † 1975)
- Marie de Gournay, scrittrice e filosofa francese (Parigi, n. 1565 - Parigi, † 1645)
- Marie Hassenpflug, scrittrice tedesca (Altenhaßlau, n. 1788 - Kassel, † 1856)
- Gérard d'Houville, scrittrice francese (Parigi, n. 1875 - Parigi, † 1963)
- Marie Luise Kaschnitz, scrittrice, poetessa e saggista tedesca (Karlsruhe, n. 1901 - Roma, † 1974)
- Marie Knitschke, scrittrice austriaca (Mährisch-Schönberg, n. 1857 - Mährisch-Schönberg, † 1940)
- Marie Kondō, scrittrice giapponese (Tokyo, n. 1984)
- Marie Le Masson Le Golft, scrittrice e naturalista francese (Le Havre, n. 1749 - Rouen, † 1826)
- Marie Adélaide Lenormand, scrittrice e esoterista francese (Alençon, n. 1768 - Parigi, † 1843)
- Marie Lenéru, scrittrice e drammaturga francese (Brest, n. 1875 - Lorient, † 1918)
- Marie Majerová, scrittrice, giornalista e traduttrice ceca (Úvaly, n. 1882 - Praga, † 1967)
- Grace Metalious, scrittrice statunitense (Manchester, n. 1924 - Boston, † 1964)
- Marie Morin, scrittrice, storica e monaca cristiana canadese (Québec, n. 1649 - Montréal, † 1730)
- Marie NDiaye, scrittrice e opinionista francese (Pithiviers, n. 1967)
- Marie Phillips, scrittrice britannica (Londra, n. 1976)
- Marie Pujmanová, scrittrice ceca (Praga, n. 1893 - Praga, † 1958)
- Marie Christine von Reibnitz, scrittrice britannica (Karlovy Vary, n. 1945)
- Madame de Sévigné, scrittrice francese (Parigi, n. 1626 - Grignan, † 1696)
- Marie Susini, scrittrice francese (Renno, n. 1916 - Orbetello, † 1993)
- Marie-Geneviève-Charlotte Thiroux d'Arconville, scrittrice, traduttrice e chimica francese (Parigi, n. 1720 - Parigi, † 1805)
- Marie Laetitia Bonaparte-Wyse, scrittrice e nobile francese (Waterford, n. 1831 - Parigi, † 1902)
- Marie Anne de Vichy-Chamrond, scrittrice francese (Ligny-en-Brionnais, n. 1696 - Parigi, † 1780)
- Marie von Ebner-Eschenbach, scrittrice austriaca (Troubky-Zdislavice, n. 1830 - Vienna, † 1916)

## Scultrici(1)
- Marie Uchytilová, scultrice ceca (Kralovice, n. 1924 - Praga, † 1989)

## Sindacaliste(1)
- Marie Mayoux, sindacalista e attivista francese (Charente, n. 1878 - † 1969)

## Sollevatrici(1)
- Marie Hanitra Roilya Ranaivosoa, sollevatrice e ex taekwondoka|Attività3= ex lottatrice mauriziana (Curepipe, n. 1990)

## Soprani(15)
- Marie Cabel, soprano belga (Liegi, n. 1827 - Maisons-Laffitte, † 1885)
- Marie Cico, soprano francese (Parigi, n. 1843 - Neuilly-sur-Seine, † 1875)
- Marie Collier, soprano australiano (Ballarat, n. 1927 - Londra, † 1971)
- Marie Daveluy, soprano canadese (Victoriaville, n. 1936)
- Marie Fel, soprano francese (Bordeaux, n. 1713 - Parigi, † 1794)
- Marie Fillunger, soprano e insegnante austriaca (Vienna, n. 1850 - Interlaken, † 1930)
- Marie Geistinger, soprano, attrice teatrale e direttrice teatrale austriaca (Graz, n. 1836 - Klagenfurt, † 1903)
- Marie Gutheil-Schoder, soprano tedesco (Weimar, n. 1874 - Ilmenau, † 1935)
- Marie Heilbron, soprano belga (Anversa, n. 1851 - Nizza, † 1886)
- Marie Kraja, soprano albanese (Zara, n. 1911 - Tirana, † 1999)
- Marie McLaughlin, soprano scozzese (Hamilton, Scozia, n. 1954)
- Marie Caroline Miolan-Carvalho, soprano francese (Marsiglia, n. 1827 - Dieppe, † 1895)
- Marie Roze, soprano e docente francese (Parigi, n. 1846 - Parigi, † 1926)
- Marie Sasse, soprano belga (Oudenaarde, n. 1834 - Parigi, † 1907)
- Marie Wilt, soprano austriaco (Vienna, n. 1833 - Vienna, † 1891)

## Sovrane(3)
- Maria José del Belgio, regina belga (Ostenda, n. 1906 - Thônex, † 2001)
- Maria di Coucy, regina (n. 1218 - † 1285)
- Maria Sofia di Baviera, regina (Castello di Possenhofen, n. 1841 - Monaco di Baviera, † 1925)

## Storiche dell'arte(1)
- Marie Luise Gothein, storica dell'arte e traduttrice tedesca (Passenheim, n. 1863 - Heidelberg, † 1931)

## Storici(1)
- Robert du Mesnil du Buisson, storico, archeologo e militare francese (Bourges, n. 1895 - Caen, † 1986)

## Supercentenarie(1)
- Marie Brémont, supercentenaria francese (Noëllet, n. 1886 - Candé, † 2001)

## Tennistavoliste(1)
- Marie Svensson, tennistavolista svedese (Simrishamn, n. 1967)

## Tenniste(6)
- Marie Benoît, tennista belga (Eupen, n. 1995)
- Marie Bouzková, tennista ceca (Praga, n. 1998)
- Marie Danet, tennista francese (Maisons-Laffitte, n. 1877 - Parigi, † 1958)
- Marie Neumannová, ex tennista cecoslovacca (Brandýs nad Labem-Stará Boleslav, n. 1946)
- Adrienne Péan, tennista francese (Parigi, n. 1875 - Saint-Julien-l'Ars, † 1958)
- Marie Toomey, tennista australiana (n. 1923 - † 2014)

## Tennisti(2)
- Adrien Fauchier-Magnan, tennista francese (Parigi, n. 1873 - Cannes, † 1965)
- Maurice Germot, tennista francese (Vichy, n. 1882 - Vichy, † 1958)

## Teologhe(1)
- Marie Dentière, teologa belga († 1561)

## Tiratori a segno(1)
- Joseph Labbé, tiratore a segno e tiratore a volo francese (Évreux, n. 1864 - Verneuil-sur-Avre, † 1944)

## Triatlete(1)
- Marie Overbye, triatleta danese (Silkeborg, n. 1976)

## Velociste(2)
- Marie Gayot, velocista francese (Reims, n. 1989)
- Marie Mejzlíková, velocista e lunghista cecoslovacca (Praga, n. 1903 - † 1994)

## Vescovi cattolici(1)
- Marie Fabien Raharilamboniaina, vescovo cattolico malgascio (Ambohijanahary, n. 1968)

## Violiniste(3)
- Marie Hall, violinista inglese (Newcastle upon Tyne, n. 1884 - Cheltenham, † 1956)
- Marie Soldat-Röger, violinista e docente austriaca (Graz, n. 1863 - Graz, † 1955)
- Marie Tayau, violinista e insegnante francese (Pau, n. 1855 - Parigi, † 1892)

## Violoncelliste(1)
- Marie Hallynck, violoncellista belga (Tournai, n. 1973)

## Wrestler(1)
- Alpha Female, wrestler tedesca (Berlino, n. 1982)

## Senza attività specificata(14)
- Marie Besnard, francese (Saint-Pierre-de-Maillé, n. 1896 - Loudun, † 1980)
- Josephine Bracken, irlandese (Victoria City, n. 1876 - Hong Kong, † 1902)
- Marie Ciocca, statunitense (Filadelfia, n. 1929 - Cagliari, † 1968)
- Marie Duplessis, francese (Nonant-le-Pin, n. 1824 - Parigi, † 1847)
- Marie Émilie de Joly de Choin, francese (Bourg-en-Bresse, n. 1670 - † 1732)
- Marie de La Tour d'Auvergne, duchessa francese (Turenne, n. 1601 - Thouars, † 1665)
- Marie Lafarge, francese (Parigi, n. 1816 - Ussat, † 1852)
- Marie Lindgren, ex sciatrice freestyle svedese (n. 1970)
- Marie Guérin, monaca cristiana francese (Lisieux, n. 1870 - Lisieux, † 1905)
- Marie Martinod, ex sciatrice freestyle francese (Bourg-Saint-Maurice, n. 1984)
- Marie Clémence Richard, francese (Larrau, n. 1830 - Londra, † 1915)
- Marie Touchet, francese (Orléans, n. 1549 - Parigi, † 1638)
- Blanche Wittman, francese (Parigi, n. 1859 - † 1913)
- Marie de Hautefort, francese (n. 1616 - † 1691)